# Lam Tara Towers
Lam Tara Towers – planowany kompleks składający się z dwóch wież, który był budowany w Dubaju w Zjednoczonych Emiratach Arabskich. Plac budowy znajduje się przy Sheikh Zayed Road naprzeciwko Millenium Tower. Lam Tara Tower 1 miała mieć 360 m wysokości i 70 pięter, zaś Lam Tara Tower 2 – 60 pięter. Budowa tych wieżowców miała być ukończona w grudniu 2010, ale została anulowana.